# Paul Remy
Paul Remy (Schaarbeek, 11 april 1919 – Brussel, 27 september 1979) was een Belgisch romanist en mediëvist. Hij was hoogleraar en directeur-diensthoofd van het Seminarie voor Romaanse literatuur aan de Universiteit Gent.

## Academische loopbaan
Remy behaalde in 1943 zijn diploma als licenciaat romaanse filologie aan de Université libre de Bruxelles met een literaire studie van de Roman de Jaufré, de enige overgeleverde middeleeuwse Arthurroman die in het Occitaans geschreven is. Hij won met zijn scriptie het Belgische nationale concours voor licentiaten en doctors in de letteren en wijsbegeerte.
Hij begon zijn loopbaan als leraar aan een middelbare school. Tijdens de Tweede Wereldoorlog organiseerde hij op vraag van professor Gustave Charlier clandestiene cursussen aan de ULB, die onder druk van de Duitse bezetter gesloten was in 1941. In 1944 kreeg hij een mandaat van het Nationaal Fonds voor Wetenschappelijk Onderzoek, dat hij tot 1958 voortzette, als assistent van Julia Bastin en, vanaf 1953, als docent aan de Faculté polytechnique de Mons.
Remy promoveerde in 1953 met een proefschrift over de uitdrukking van de tijd in de Kroniek van Froissart.
In februari 1958 werd Paul Remy benoemd tot gewoon hoogleraar aan de Universiteit van Elisabethstad (voormalig Belgisch-Congo), waar hij voornamelijk middeleeuwse Franse literatuur en historische en vergelijkende grammatica van de Romaanse talen onderwees. Van 1959 tot 1961 was hij er decaan van de faculteit van Letteren en Wijsbegeerte. Van 1961 tot 1963 was Paul Remy gastdocent middeleeuwse Franse literatuur aan Yale-universiteit.
Remy wordt in 1961 benoemd als docent en vanaf 1964 als gewoon hoogleraar aan de faculteit Letteren en Wijsbegeerte van de Rijksuniversiteit Gent. Hij is van 1962 tot aan zijn dood in 1979 decaan van de faculteit.
Paul Remy was secretaris van de Belgische afdeling van de International Arthurian Society van 1950 tot hij enkele maanden voor zijn dood op het Congres van Regensburg tot erevicevoorzitter werd benoemd. Hij was actief lid van de Société de linguistique romane, de Société Rencesvals, de Medieval Academy of America, erevoorzitter van het Centre Nord-Américain de Langue et de Culture d'Oc en erevoorzitter van de International Courtly Literature Society.
Remy overleed in zijn huis in Brussel op 27 september 1979, ten gevolge van een hartaanval.

## Werken
- La Littérature provençale au moyen âge : Synthèse historique et choix de textes, Brussel, J. Lebègue et Cie., 1944
- La Lèpre, thème littéraire au Moyen Age : commentaire d'un passage du roman provençal de Jaufré, Parijs, E. Bouillon, 1946
- 'A propos de la datation du Roman de Jaufré' in Revue belge de philologie et d'histoire, 28, 195, 1950
- Jaufré. Arthurian Literature in the Middle Ages, Oxford, Oxford University Press, 1959
- (met R. Dragonetti, J. De Kock en M. Maes) Études de philologie romane, Rijksuniversiteit Gent, 1965
- Réflexions sur les mots provençaux dans l'oeuvre d'Henri Bosco, Madrid, C.S.I.C., 1968

- Bibliothèque nationale de France: cb12106419k (data)
- Gemeinsame Normdatei: 172345235
- International Standard Name Identifier: 0000 0001 2133 8666
- Library of Congress Control Number: n85243128
- Nationale Bibliotheek van Israël: 987007372111305171
- Nederlandse Thesaurus van Auteursnamen: 07281960X
- Système universitaire de documentation: 02943629X
- Trove: 1123899
- Virtual International Authority File: 55598018
- WorldCat: E39PBJvHh9p9fHjdTgDr3qyfMP